# Opisthacantha nigricollis
Opisthacantha nigricollis är en stekelart som först beskrevs av Cameron 1912.  Opisthacantha nigricollis ingår i släktet Opisthacantha och familjen Scelionidae. Inga underarter finns listade i Catalogue of Life.